# Château de Svirj
Le château de Svirj (Свірзький замок) est un château fort qui se trouve à Svirj, dans l’oblast de Lviv (Lvov), en Ukraine. Il a été construit par la famille noble Świrzski au XVe siècle. Une chapelle datant de 1546 se trouve à l’intérieur du château.

## Historique
La forteresse a été entièrement reconstruite au XVIIe siècle à la demande de son nouveau propriétaire, le comte Alexandre Cetner. On pense que le général Paweł Grodzicki (pl) a été responsable de la modernisation des fortifications du château.

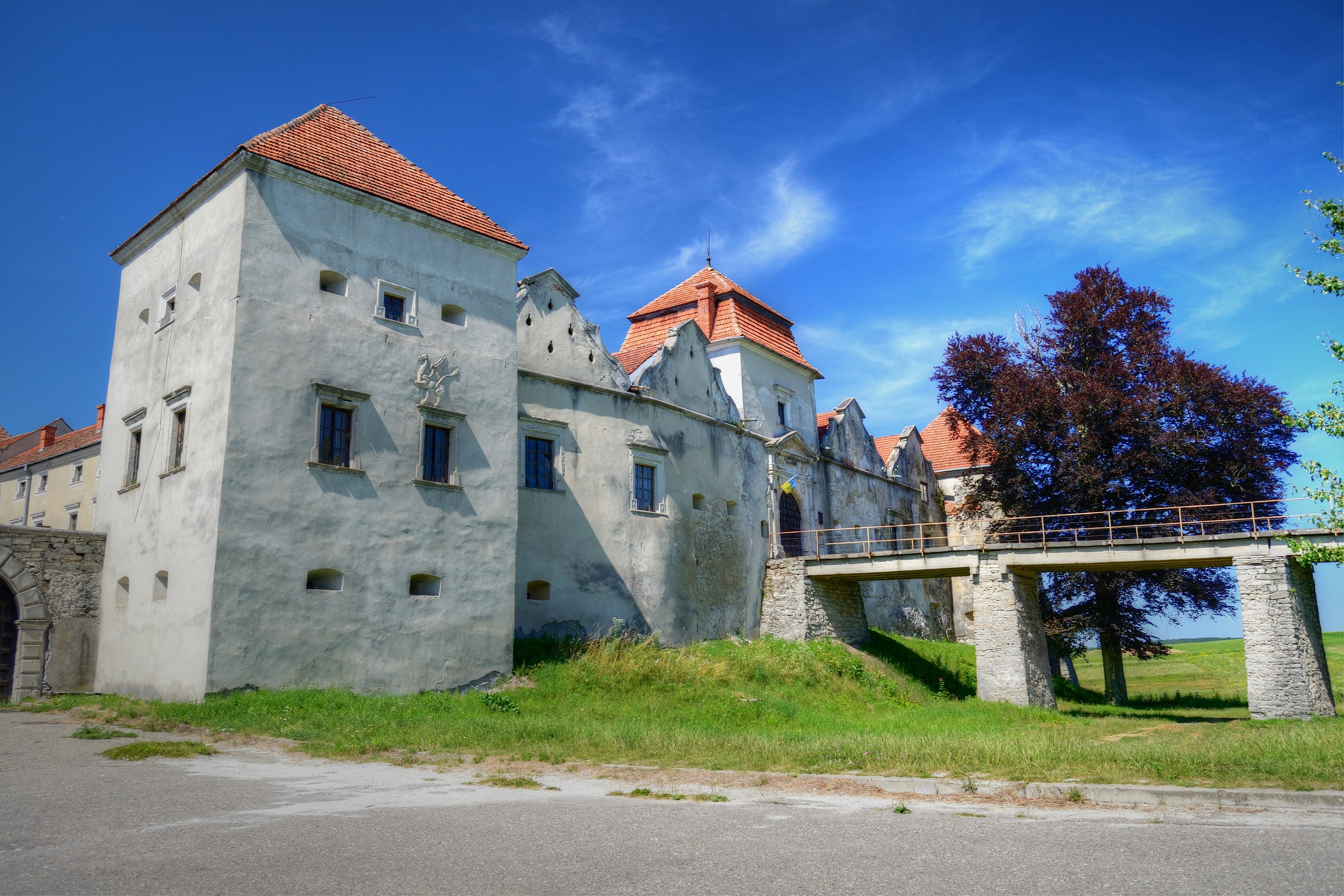
L’entrée du château

Bien entouré de tous côtés par des fossés, des lacs et des marais, le château fort a été pris par les cosaques révoltés à plusieurs reprises. En 1648, les Turcs y mettent le feu, mais ils n’ont pas autant de succès en 1672.
Le château a été en ruines pendant de nombreuses années. Il a été restauré en 1907, pour être dévasté par un incendie en 1914. La reconstruction et la restauration ont eu lieu à plusieurs reprises depuis.